# Cuccaro Vetere
Cuccaro Vetere – miejscowość i gmina we Włoszech, w regionie Kampania, w prowincji Salerno.
Według danych na rok 2004 gminę zamieszkiwały 622 osoby, 36,6 os./km².